# Pliotrema kajae
Pliotrema kajae — вид акул з родини пилконосих (Pristiophoridae). Описаний у 2020 році.

## Назва
Вид P. kajae автор таксона Симон Вайгманн назвав на честь своєї доньки.

## Поширення
Вид поширений на заході Індійського океану вздовж західного узбережжя Мадагаскару та північніше острова Маврикій.

## Опис
Голотип завдовжки 143 см. Тіло довге, циліндричне та струнке. Голова сплющена перед зябровими щілинами і має сильно витягнуту і сплюснуту морду з пилкоподібним рострумом (з 20 — 30 зубцями з боків). Довжина голови становить 38 — 40 % від загальної довжини. На верхній щелепі має від 38 до 43 рядів маленьких зубців з конічними кінчиками та широкими основами. Спина світло-коричнева з двома тонкими жовтими поздовжніми смугами. По рострумі проходять дві темні вертикальні смуги. Черево біле.